# مات الحكو
مات الحكو هو مسلسلة تلفزيونية عراقي من إنتاج قناة الشرقية الفضائية عام 2007 ينتقد الأوضاع السائدة في العراق بعد الحرب وحقبة حكومة نوري المالكي ومن سبقها من الحكومات ويتكون من عدة فقرات ساخرة وهو من بطولة ميس كمر وعدي ونخبة من الفنانين الكوميديين العراقيين.
و هو من إخراج أوس الشرقي الذي اشتهر بطرحه الكوميدي السياسي الجريء وتاليف أسامة الشرقي وهو نسخة أو جزء ثاني لعمل عرض عام 2006اسمه الحكو مات.

## شارك في التمثيل
شارك في هذا العمل نخبة من نجوم التلفزيون منهم ميس كمر، علي الزعلان، عدي محمد رشيدوغيرهم..

## صدى البرنامج
حقق البرنامج صدى ملحوظاً في الأوساط العراقية وذلك بسبب الانتقادات القوية التي كانت توجه إلى الوضع السائد في العراق بطريقة كوميدية ساخرة وجريئة. وبسبب مشاركة العديد من الفنانين العراقيين ذوي الخبرة.

## مقاطع من البرنامج
يمكنكم مشاهده مقاطع من البرنامج من خلال اليوتيوب:
- مقدمة البرنامج على يوتيوب
- مقطع من البرنامج على يوتيوب

الحقيقة برنامج رائع ومميز انا استمتعت به كثيرا وفيه طرح قوي لكثير من القضايا التي نعيشها في العراق

## برامج أخرى
- انباع الوطن
- الحكو مات